# Ángela Molina Climent
Ángela Molina Climent (Barcelona, 1962) és una filòloga i historiadora de l'art catalana que exerceix la crítica en diversos mitjans espanyols com des de 2001 a El País, entre d'altres.

## Trajectòria professional
Llicenciada en Filologia Espanyola i doctora en Teoria de la Literatura i Literatura Comparada per la Universitat Autònoma de Barcelona. De 1997 a 2000 va exercir la crítica d'art i literatura en el suplement de cultura del diari ABC. Des de 2001, col·labora setmanalment en les seccions d'art i literatura dels suplements culturals Babelia i Quadern.
A més col·labora en publicacions especialitzades coma ara Lars, Revista de Libros, Minerva. Va ser directora de la revista de la Biennal de Barcelona, Barcelona Art Report, des de 2008 fins a 2010. Les seves col·laboracions de crítiques i assajos s'han publicat en diverses revistes i catàlegs per a exposicions realitzades per diverses institucions. Ha sigut també directora editorial de la revista Art&Co de la fira espanyola Arco.
L'any 2012, la revista Yo dona del diari El Mundo la va considerar una de les espanyoles amb més poder en el món de l'art.